# Gynodiastylis attenuata
Gynodiastylis attenuata är en kräftdjursart som beskrevs av Hale 1946. Gynodiastylis attenuata ingår i släktet Gynodiastylis och familjen Gynodiastylidae. Inga underarter finns listade i Catalogue of Life.